# ...Nothing Like the Sun
…Nothing Like the Sun je druhé sólové album anglického rockového hudebníka Stinga.

## Seznam skladeb
Autorem skladeb je Sting, pokud není uvedeno jinak.
| Strana 1 | Strana 1                  | Strana 1 |
| Pořadí   | Název                     | Délka    |
| -------- | ------------------------- | -------- |
| 1.       | The Lazarus Heart         | 4:34     |
| 2.       | Be Still My Beating Heart | 5:32     |
| 3.       | Englishman in New York    | 4:25     |

| Strana 2 | Strana 2                      | Strana 2 |
| Pořadí   | Název                         | Délka    |
| -------- | ----------------------------- | -------- |
| 4.       | History Will Teach Us Nothing | 4:58     |
| 5.       | They Dance Alone              | 7:16     |
| 6.       | Fragile                       | 3:54     |

| Strana 3 | Strana 3             | Strana 3 |
| Pořadí   | Název                | Délka    |
| -------- | -------------------- | -------- |
| 7.       | We'll Be Together    | 4:52     |
| 8.       | Straight to My Heart | 3:54     |
| 9.       | Rock Steady          | 4:27     |

| Strana 4 | Strana 4                                  | Strana 4 |
| Pořadí   | Název                                     | Délka    |
| -------- | ----------------------------------------- | -------- |
| 10.      | Sister Moon                               | 3:46     |
| 11.      | Little Wing (Jimi Hendrix)                | 5:04     |
| 12.      | The Secret Marriage (Hanns Eisler, Sting) | 2:03     |

## Obsazení
- Sting – hlavní vokály, baskytara, kytara v „History Will Teach Us Nothing“ a „Fragile“
- Renée Geyer – doprovodné vokály
- Dollette McDonald – doprovodné vokály
- Janice Pendarvis – doprovodné vokály
- Vesta Williams – doprovodné vokály
- Kenwood Dennard – bicí v „Little Wing“
- Manu Katché – bicí
- Andy Newmark – bicí
- Gil Evans & His Orchestra – v „Little Wing“
- Mino Cinelu – perkuse, vocoder
- Rubén Blades – mluvené slovo v „They Dance Alone (Cueca Solo)“
- Mark Egan – baskytara v „Little Wing“
- Hiram Bullock – kytara v „Little Wing“
- Eric Clapton – kytara v „They Dance Alone (Cueca Solo)“
- Fareed Haque – kytara v „They Dance Alone (Cueca Solo)“
- Mark Knopfler – kytara v „They Dance Alone (Cueca Solo)“
- Andy Summers – kytara v „The Lazarus Heart“ a „Be Still My Beating Heart“
- Kenny Kirkland – klávesy
- Ken Helman – klavír v „The Secret Marriage“
- Branford Marsalis – saxofon